# Ringer-Europameisterschaften 1977
Die Ringer-Europameisterschaften 1977 fanden Ende Mai in beiden Stilarten im türkischen Bursa (Westtürkei) statt.

## Griechisch-römisch

### Ergebnisse
| Klasse  | Gold                 | Silber                  | Bronze               |
| ------- | -------------------- | ----------------------- | -------------------- |
| -48 kg  | Constantin Alexandru | Anatoli Bosin           | Wieslaw Kucinski     |
| -52 kg  | Lajos Rácz           | Nicu Gângă              | Kamil Fatkulin       |
| -57 kg  | Pertti Ukkola        | Farhat Mustafin         | Mihai Boțilă         |
| -62 kg  | Ion Păun             | Nelson Dawidjan         | László Réczi         |
| -68 kg  | Suren Nalbandjan     | Ștefan Rusu             | İhsan Mutlu          |
| -74 kg  | Vítězslav Mácha      | Klaus-Peter Göpfert     | Janko Schopow        |
| -82 kg  | Ion Draica           | Sawo Christow           | Anatoli Nasarenko    |
| -90 kg  | Csaba Hegedüs        | Frank Andersson         | Ajrapet Minasjan     |
| -100 kg | Nikolai Balboschin   | Georgi Rajkow           | Andrzej Skrzydlewski |
| +100 kg | Nikola Dinew         | Oleksandr Koltschynskyj | Victor Dolipschi     |

### Medaillenspiegel (griechisch-römisch)
| Rang | Land                            | Gold | Silber | Bronze |
| ---- | ------------------------------- | ---- | ------ | ------ |
| 1    | Rumänien                        | 3    | 2      | 2      |
| 2    | Sowjetunion                     | 2    | 4      | 3      |
| 3    | Ungarn                          | 2    | 0      | 1      |
| 4    | Bulgarien                       | 1    | 2      | 1      |
| 5    | Tschechoslowakei                | 1    | 0      | 0      |
|      | Finnland                        | 1    | 0      | 0      |
|      |                                 |      |        |        |
| 8    | Deutsche Demokratische Republik | 0    | 1      | 0      |

## Freistil

### Ergebnisse
| Klasse  | Gold                 | Silber            | Bronze             |
| ------- | -------------------- | ----------------- | ------------------ |
| -48 kg  | Stojan Stojanow      | Sergei Kornilajew | R. Rasovan         |
| -52 kg  | Hartmut Reich        | Alexander Iwanow  | Władysław Stecyk   |
| -57 kg  | Viktor Alexejew      | Mehmed Selmanow   | Fevzi Gökdoğan     |
| -62 kg  | Wladimir Jumin       | Mitscho Dukow     | Lajos Sandor       |
| -68 kg  | Šaban Sejdi          | Mehmet Sarı       | Ichaki Gaidarbekow |
| -74 kg  | Piotr Marta          | Karabacak         | Emilian            |
| -82 kg  | Ismail Abilow        | Hassan Zanguijew  | Jan Gorski         |
| -90 kg  | Anatoli Prokoptschuk | Schukri Ljutwiew  | İsmail Temiz       |
| -100 kg | Aslanbek Bisultanow  | Mehmet Güçlü      | Harald Büttner     |
| +100 kg | Wladimir Parschukow  | Marin Gertschew   | Petr Drozda        |

### Medaillenspiegel (Freistil)
| Rang | Land                            | Gold | Silber | Bronze |
| ---- | ------------------------------- | ---- | ------ | ------ |
| 1    | Sowjetunion                     | 6    | 3      | 1      |
| 2    | Bulgarien                       | 2    | 4      | 0      |
| 3    | Deutsche Demokratische Republik | 1    | 0      | 1      |
| 4    | Jugoslawien                     | 1    | 0      | 0      |
| 5    | Türkei                          | 0    | 3      | 2      |